# 陰翼手亞目
陰翼手亞目（學名：Yinpterochiroptera）為翼手目下的一個亞目，包含了以前所認知的大蝙蝠以及5個本來屬於小蝙蝠的科：凹臉蝠科、鼠尾蝠科、菊頭蝠科、蹄蝠科與假吸血蝠科。陰翼手亞目的分類基本原理來自於分子遺傳資訊，而分類的結果則挑戰了早期提出的大蝙蝠與小蝙蝠單系群。透過分子遺傳學與生物形態學的研究分析，陽翼手亞目與陰翼手亞目的分類結果逐漸獲得支持。
陰翼手亞目的學名"Yinpterochiroptera"由原先大蝙蝠的學名"Pteropodidae"以及1984年由卡爾·庫普曼（Karl F. Koopman）提出的"Yinochiroptera"組合而成
研究轉錄組資訊的結果強烈支持了陰翼手亞目－陽翼手亞目的分類理論。研究人員也得以建構出分子鐘，估計陰翼手亞目與陽翼手亞目約於六千三百萬年前分家；而陰翼手亞目中的菊頭蝠總科與狐蝠總科，則約於六千萬年前分家。

## 分類
- 陰翼手亞目 Yinpterochiroptera
  - 狐蝠總科 Pteropodidae
    - 狐蝠科 Pteropodidae

  - 菊頭蝠總科 Rhinolophoidea
    - 凹臉蝠科 Craseonycteridae
    - 蹄蝠科 Hipposideridae
    - 鼠尾蝠科 Rhinopomatidae
    - 菊頭蝠科 Rhinolophidae
    - 假吸血蝠科 Megadermatidae